# توپاماروها

جنبش آزادی‌بخش میهنی توپاماروها.

 توپاماروها (Tupamaros) (یا جنبش توپامارو) نام جنبشی چریکی و چپگراست است که در سال ۱۹۶۳ در کشور اروگوئه شکل گرفت. حوزه فعالیت این تشکیلات «شهر» مشی آن مسلحانه و قهرآمیز و هدفش رها ساختن اروگوئه از چنگال استعمار نو آمریکا بود. پایگاه مردمی و خصلت انقلابی موجب اقبال و موفقیت آنها بود.
جنبش ملی توپامارو نام خود را از توپاک آمارو رهبر شورشیان اینکا که علیه استعمارگران اسپانیایی مبارزه می‌کرد، وام گرفته‌است.

## حکومت نظامی
در اوایل دهه ۷۰ میلادی چریک‌های توپامارو، دو آمریکایی (آنتونی میتریون و یک کارشناس کشاورزی) و دو دیپلمات برزیلی و انگلیسی را گروگان گرفتند. آنها می‌خواستند گروگان‌ها را با ۱۵۰ تن از یارانشان که در زندان بودند مبادله کنند اما جریان آنطور پیش رفت که در نهایت میتریون اعدام شد و ۱۵۰ چریک بعدها موفق به فرار شدند.
سال ۱۹۷۲ کوستا گاوراس با الهام از این اتفاقات، فیلم حکومت نظامی را ساخت که در آن به بررسی دلایل اعدام میتریون (کاراکتر مایکل سانتوره) و اعمال خشونت‌بار و سلطه‌جویانه آمریکا در آمریکای لاتین بویژه اروگوئه می‌پردازد.

## مطالعه بیشتر
ما توپاماروها، تجربیات جنگ چریکی شهری در اروگوئه، سازمان‌های جبهه ملی ایران در خارج از کشور، بخش خاورمیانه، شهریور ۱۳۵۲.